# سد الملك فهد بن عبد العزيز
سد الملك فهد بن عبد العزيز (سد وادي بيشة) هو سدٌّ يقع على وادي بيشة في محافظة بيشة التابعة لمنطقة عسير، جنوب المملكة العربية السعودية، وهو من أضخم المشاريع التي نفذتها الحكومة السعودية لتأمين المياه وتنمية مصادرها.

## الموقع
يقع السد في جنوب غرب مدينة بيشة التابعة لمنطقة عسير على مسافة 40 كيلو متر.

## نبذة عن سد وادي بيشة
يعتبر أكبر سد خرساني في منطقة الشرق الأوسط، حيث الحجم والطاقة التخزينية حيث يزيد ارتفاعه عن 103أمتار، كما تبلغ طاقة تخزينه 325مليون متر مكعب، في حين يأتي بعد السد العالي في مصر من جهة الحجم ويأتي تنفيذ هذا المشروع ضمن خطة وزارة الزراعة والمياه لتنمية موارد المياه والمحافظة عليها لتأمين أهم عناصر الحياة. 

## معلومات السد
ويعتبر هذا السد من أكبر السدود في المملكة العربية السعودية من حيث الحجم والطاقة التخزينية للمياه، حيث يصل ارتفاعه إلى 103 أمتار، وتبلغ طاقته التخزينية 325 مليون متر مكعب. ويعتبر وادي بيشة أحد أكبر الأودية بالجزيرة العربية حيث يزيد طوله عند موقع السد عن 250 كيلومتر، وتبلغ مساحة تجميع السيول لهذا السد حوالي 7600 كيلومتر مربع، كما يتميز الوادي بارتفاع معدلات هطول الأمطار في منابعه وروافده.

## فوائد السد
ويعمل السد أيضاً على توفير مياه الشرب وازدهار وتنمية الزراعة بالمنطقة وما حولها نتيجة المردود الإيجابي من تغذية الطبقة الجوفية وزيادة المخزون المائي وتعويض المسحوب منها لا سيما أن المنطقة تتميز بتكوينها الرسوبي الحاملة للمياه قليلة العمق ويعمل في الوقت نفسه على درء أخطار الفيضانات التي تهدد مدينة بيشة والبلدات والقرى والمناطق الزراعية على امتداد هذا الوادي.

## الهندسة الإنشائية للسد
إن ضخامة سد الملك فهد بن عبد العزيز في وادي بيشة تتبع أساساً من ضخامة حجمه وكمية المواد المستخدمة في إنشائه حيث أنه سد خرساني يبلغ ارتفاعه 103 متر وطوله 507 أمتار بسماكة 80 متر عند القاع، ويحتوي على مفيض في قمة السد بطول 224 متر، يعلوه جسر خرساني تم إنشاؤه من بلاطات سابقة الإجهاد بطول 225 متر.
يحتوي السد على أربعة مخارج تصريف المياه وتغذية المنطقة أسفل السد مزودة ببوابات للتحكم منها اثنتين على منسوب مجرى الوادي تبلغ مساحة كل منها 2.5×2.5 متر، واثنتين على ارتفاع 20 متر من مجرى الوادي ومساحة كل منها 2×2 متر.
أما المواد الأساسية للتنفيذ فان كمية الخرسانة المستخدمة في إنشاء السد تبلغ حوالي 1.500.000 متر مكعب من الخرسانة العادية والمسلحة. ويبلغ حجم حفريات الأساسيات حوالي مليوني متر مكعب منها حوالي 900.000 متر مكعب حفريات صخرية. ويحتوي المشروع على رافعة بأعلى السد بطاقة 18 طن والأجهزة الهيدروليكية للتحكم في فتح وغلق البوابات الاحتياطية. بالإضافة إلى الطريق إلى أعلى السد من الجانبين ومباني الحراسة والتشغيل وغرف التحكم الخاصة بالمشروع، كما يشكل السد بحيرة حوض التخزين التي يزيد طولها عن 18 كيلومتر.
والسد مزود بستة أنفاق طولية وعرضية على مناسيب مختلفة لمتابعة أعمال التشغيل والصيانة والرصد لأجهزة المراقبة. كما أن السد مزود بمجموعة من الأجهزة لرصد الحركات الرأسية والأفقية للسد وتحركات الفواصل الإنشائية ودرجة الحرارة بجسم السد والضغوط أسفل القاعدة هي :
- 4 بندول عادي لقياس الحركات الرأسية.
- 4 بندول معكوس لقياس الحركات الأفقية.
- 4 مقياس درجة حرارة لقياس حرارة الخرسانة في جسم السد.
- 31 مقياس تحركات الوصلات لقياس التحركات بين البلكات.
- 6 بيزو متر لقياس ضغط الماء تحت القاعدة.

## المعالم البارزة للسد
- يقع السد على بعد 40 كيلومتر جنوب غرب مدينة بيشة.
- نوع السد خرساني ثقلي.
- سعة السد التخزينية 325 مليون متر مكعب.
- كمية الخرسانة في السد 1.422.800 متر مكعب.
- كمية أعمال الحفر بالمشروع 1.790.000 متر مكعب.
- كمية أعمال الردم 416.185 متر مكعب.
- كمية الحديد في السد 1380 طن.
- ارتفاعات السد من الأساسيات 103 متر.
- ارتفاع السد من مجرى الوادي 68 متر.
- طول السد عند القمة 507 متر مقسمة إلى 34 بلك عرض كل منها 15 متر.
- طول المفيض 225 متر.
- تصريف المفيض 5338 متر مكعب في الثانية.
- ارتفاع المفيض من مجرى الوادي 60,5 متر.
- عرض السد عند القاعدة 80 متر.
- عرض الطريق فوق السد 5 متر + 3 متر أرصفة جانبية.
- مساحة منطقة التجميع 7600 كيلومتر مربع.
- طول بحيرة التخزين 18 كيلومتر.

## مخارج تصريف المياه من السد
- ماسورتين حديد قطر 282 سم على ارتفاع 4 أمتار من مجرى الوادي كل ماسورة عليها بوابتين في الأمام وبوابة في الخلف 2.5×2.5 متر.
- ماسورتين حديد قطر 225 سم على ارتفاع 20 متر من مجرى الوادي كل ماسورة عليها بوابة من الأمام وصمام نفاث من الخلف 2×2 متر.
- الحقن ويوجد ثلاثة أنواع من الحقن.

## محطة تنقية المياه
لتوفير المياه الصالحة للشرب لسكان الوادي والمراكز المجاورة بالكمية والنوعية المناسبة أنشأت محطة تنقية بطاقة 40 ألف متر مكعب بجوار السد مع تمديد خط لنقل المياه المنقاة من السد إلى محافظة بيشة بطول 35 كيلو متر.

## التكاليف الإجمالية للمشروع
بلغت التكلفة الإجمالية لمشروع سد الملك فهد في وادي بيشة حوالي 65.400.000 دولار أمريكي (246 مليون ريال سعودي)